# Estación San Francisco De Bellocq
San Francisco De Bellocq es una ex estación ferroviaria, ubicada en la localidad de San Francisco de Bellocq, en el Partido de Tres Arroyos, en la Provincia de Buenos Aires, Argentina.

## Servicios
Es una pequeña estación del ramal perteneciente al Ferrocarril General Roca, desde la estación Coronel Dorrego hasta la estación Defferrari.
No presta servicios de pasajeros y fue reciclda. Sus servicios fueron cancelados en 1961.